# Verosimile
Il verosimile è un concetto molto controverso nella sua definizione perché mette a confronto quello che è rappresentato o raccontato con un referente, che può essere corrispondente alla realtà oppure a un insieme di accordi che accettano quella rappresentazione come coesa in se stessa.

## Descrizione

### Verosimile come discorso autonomo nel racconto
Una forte e solida costruzione di un racconto permette di dare l'idea di verosimile, quindi quel racconto non è più un semplice riflesso della realtà bensì un discorso che acquisisce un suo proprio valore autonomo. Secondo Cvetan Todorov, il verosimile riempie il vuoto aperto tra le leggi del linguaggio e ciò che si pensava la sua proprietà costitutiva, cioè il riferimento al reale. I discorsi non sono guidati da una corrispondenza con il referente, bensì da regole proprie. “La polisemia della parola è così preziosa” scrive Todorov, che propone tante sfumature diverse. Egli le analizza in questo modo:
1. Il verosimile come impressione di realtà: relazione di somiglianza con la realtà.
2. Il verosimile come un insieme di regole: riprende da Aristotele e Platone, il verosimile come rapporto tra un testo e un altro generale e diffuso: l'opinione pubblica.
3. Il verosimile e il genere: la commedia e la tragedia hanno differenti verosimili: ci sono tanti verosimili quanti sono i generi e le due nozioni tendono a confondersi.
4. Il verosimile come maschera: il verosimile come la maschera con cui si nascondono le leggi del testo e che noi dobbiamo prendere come rapporto con la realtà. Per Cvetan Todorov i due livelli essenziali del verosimile sono il verosimile come legge discorsiva, assoluta e inevitabile e il verosimile come maschera, come procedure retoriche sottomesse al referente.

### Verosimile cinematografico
Christian Metz parte da una premessa per parlare del verosimile cinematografico: molto spesso il modo di raccontare decide quello che viene raccontato.
Metz fa riferimento alla definizione di verosimile secondo Aristotele come quello possibile (reale) agli occhi di quelli che sanno. Le arti figurative non rappresentano tutti i possibili, bensì i possibili verosimili. Verosimile, nella tradizione post-aristotelica, è quello conforme alle regole stabilite per il genere cinematografico. È un rapporto con discorsi già pronunciati; appare qui come “effetto corpus”. Il verosimile è una restrizione culturale ed arbitraria; è un tipo di censura: sono accettati quei discorsi autorizzati dai discorsi precedenti. Un verosimile cinematografico collegato al genere, è una restrizione: il racconto è specificamente legato al modo di raccontare di quel tipo di film. 
La censura del verosimile appunta alla forma di presentare i temi in un film. Per Christian Metz, il verosimile, culturale ed arbitrario, varia considerevolmente in relazione con i paesi, epoche, arti e generi. Questo riferisce alla forma che prende il verosimile, non al suo status. Il verosimile è la reiterazione del discorso; l'opera che se libera parzialmente del verosimile è l'opera aperta, che attualizza o riattualizza i “possibili” dentro di un nuovo verosimile. Si può collegare qui il pensiero di Metz con il perenne dibattito tra cinema di genere e cinema d'autore. Una seconda definizione di verosimile Questo fenomeno di restrizione, di convenzione è quello che rende possibile il verosimile; è la sua condizione di possibilità. Davanti alla convenzione si possono scegliere due attitudini:
1. esporre ed assumere la convenzione; l'opera è accettata come un genere regolamentato che rinuncia al suo verosimile e crea nel caso dello spettatore competente, un gioco di piacere estetico.
2. l'opera verosimile vive la sua convenzione cercando di persuadere il pubblico che le sue restrizioni è conseguenza della naturalezza delle cose; pretende essere una traduzione in termini di realtà, si produce, così una naturalizzazione della convenzione e quindi non percepita.